# José María Reina Andrade
José María Reina Andrade (1º novembre 1860 – Santiago di Cuba, 25 aprile 1947) è stato un politico guatemalteco.
È stato il Presidente del Guatemala dal gennaio al febbraio 1931.